# جون م. باركر
جون م. باركر (بالإنجليزية: John M. Parker) (و. 1863 – 1939 م) هو سياسي من الولايات المتحدة الأمريكية .